# Johann Christian Wagner
Johann Christian Wagner (* 23. Juni 1747 anderes Datum 23. Januar 1747 in Pössneck bei Saalfeld; † 14. Juni 1825 anderes Datum 14. Juli 1825 in Hildburghausen) war ein deutscher Jurist.

## Leben

### Familie
Christian Georg Wagner war der Sohn des Steuereinnehmers Johann Christian Wagner (* unbekannt; † 8. Januar 1770) und dessen Ehefrau Marie Rosine, geb. Hernst (* 1723; † 5. November 1807). Er hatte noch drei Brüder:
- Johann Gottfried Wagner (* 1744; † unbekannt), Archidiakon in Saalfeld;
- Christian Georg Wagner (* 16. Oktober 1762 in Pössneck; † 21. April 1851 ebenda), Kreis- und Stadtgerichtsdirigenten in Saalfeld;
- Wilhelm Christian Wagner, Advokat und Steuerrat in Pössneck.

Sein ältester Sohn Christian Heinrich Georg Wagner (* 15. Mai 1777; † 9. April 1825), wurde Geheimer Regierungsrat und verstarb kurz vor ihm.

### Werdegang
Christian Georg Wagner immatrikulierte sich an der Universität Leipzig zu einem Studium der Rechtswissenschaften. Nach dem Studium war er anfangs Hofadvokat in Hildburghausen, bevor er ab 1774 als Amtmann in Heldburg im Herzogtum Sachsen-Hildburghausen wirkte. 1778 in Hildburghausen zum Regierungs- und Konsistorialrat ernannt, wurde er 1806 aufgrund einer Intrige seiner Ämter enthoben.
1810 wurde er nach drei Verteidigungsschriften zum Landesregierungsdirektor in Hildburghausen und 1814 zum Geheimen Rat ernannt; ab 1817 war er Vizepräsident der Regierung in Hildburghausen.

### Berufliches und Schriftstellerisches Wirken
Christian Georg Wagner hatte bereits 1762 begonnen, poetische Beiträge im Göttinger Musenalmanach zu veröffentlichen und betätigte sich auch als Kirchenlieddichter; so redigierte er gemeinsam mit Johann Andreas Genßler das Hildburghäuser Gesangbuch, dass er 1808 als das Hildburghäusische Gesangbuch für die kirchliche und häusliche Andacht herausgab. In diesem Gesangbuch wurde auch ein Choralbuch von Johann Peter Heuschkel aufgenommen, der als Klavierlehrer von Carl Maria von Weber bekannt wurde; eigene Lieder von Christian Georg Wagner sind unter anderem Lasst uns den Herrlichen erheben, Geschaffen waren Erd‘ und Himmel, Es schuf die ew’ge Liebe und Aufgegangen ist das Leben. Von dem Gesangbuch folgten in den Jahren 1824, 1825, 1832, 1840, 1860, 1872, Anhang 1874, 1888, 1891, 1895 und 1899 weitere Ausgaben.
Weiterhin veröffentlichte er 1822 Giebelreden oder Zimmermannssprüche.
Er pflegte auch eine Freundschaft mit dem späteren Superintendenten Wilhelm Christian Oettel, den er während dessen Theologiestudiums finanziell unterstützte.

### Ehrungen und Auszeichnungen
- 1824 wurde Christian Georg Wagner zum Ehrendoktor der Juristischen Fakultät der Universität Jena ernannt.
- Hildburghausen ernannte ihn zu ihrem Ehrenbürger.[6]

## Mitgliedschaften
- Christian Georg Wagner war Mitglied in der Freimaurerloge Karl zum Rautenkranz in Hildburghausen.

## Schriften (Auswahl)
- Günther Gottlieb Ernesti, Johann Christian Wagner: Rede von den Vorzügen der menschlichen Natur, bei der Geburtsfeier der Königin von England, gehalten vor der regierenden Herzogin zu Sachsen Hildburghausen, in der Freimaurerloge St. Carl zum Rautenkranz. Hildburghausen 1789.
- Hildburghäusisches Gesangbuch für die kirchliche und häusliche Andacht. 4. Auflage, Gadone, Hildburghausen 1821. (Digitalisat auf digitale-sammlungen.de, abgerufen am 18. August 2024) – Erste Auflage von 1808.
- Giebelreden oder Zimmermannssprüche. Kesselring, Hildburghausen 1822. (Digitalisat auf digitale-sammlungen.de, abgerufen am 18. August 2024) – Fragment ab Seite 33.